# Кривошеин, Николай Георгиевич
Николай Георгиевич Кривошеин — советский хозяйственный, государственный и политический деятель.

## Биография
Родился в 1934 году в Новосибирске. Член КПСС с 1959 года.
С 1961 года — на хозяйственной, общественной и политической работе. В 1961—1996 гг. — бригадир строительной бригады Черновского и Кенонского стройуправлений, бригадир комплексной бригады Промышленного строительного управления Министерства строительства СССР, руководитель строительства жилых зданий в Черновском районе Читы.
Избирался депутатом Верховного Совета СССР 7-го созыва.
Почетный гражданин Читы.
Умер в Чите в 2010 году.